# Patti Palladin
Patti Palladin je americká zpěvačka.

## Kariéra
Koncem sedmdesátých let byla členkou dua Snatch, v němž s ní vystupovala zpěvačka Judy Nylon. Duo vydalo několik singl a v roce 1980 pak EP nazvané Shopping for Clothes, jehož producentem byl velšský hudebník John Cale. Roku 1983 zpěvačky vydaly eponymní dlouhohrající album. Spolu s Judy Nylon rovněž zpívala doprovodné vokáy na albu Hurt kytaristy Chrise Speddinga. Roku 1982 vydala Palladin svůj první sólový singl obsahující písně „Trial by Fire“ / „Siamese Lovers“ (na nahrávce se podílel například baskytarista Barry Adamson a spoluautorkou první z písní je Judy Nylon; značná část nahrávky pochází z roku 1979). Roku 1979 zpívala doprovodné vokály na albu Things Your Mother Never Told You kapely Wayne County and the Electric Chairs. Roku 1981 zpívala na albu Fourth Wall od skupiny The Flying Lizards.
V roce 1978 zpívala ve dvou písních z alba So Alone hudebníka Johnnyho Thunderse. Dále s ním spolupracovala v roce 1985, kdy se podílela na albu Que Sera Sera. Kromě zpěvu také jednu píseň produkovala, byla spoluautorkou dvou písní a desku také mixovala. Duo spolupracovalo znovu o tři roky později, kdy natočilo společné album Copy Cats (Patti Palladin byla kromě zpěvu také producentkou nahrávky). Roku 1986 zpívala doprovoné vokály na albu Trouble Traveller hudebníka Jimmyho K. V roce 1994 vydala v limitované edici sólové pětipísňové EP nazvané Rituals. Během své kariéry spolupracovala s mnoha dalšími hudebníky, mezi něž patří například Glen Matlock a Brian Eno.